# Joelma
Joelma Mendes da Silva, más conocida como Joelma (Almeirim, 22 de junio de 1974) es una cantante, bailarina, compositora, estilista, coreógrafa y empresaria brasileña. Fue cantante de Banda Calypso por más de 15 años, desde 1999 hasta 2015, vendiendo más de 20 millones de CDs, y 6 millones de DVDs en todo el mundo, récord de ventas en Brasil hasta hoy. Ganó varios premios importantes de la música, incluyendo 2 Grammys, además de obtener el envidiable disco de diamante quíntuple, siendo el único en Brasil. Joelma destaca por su voz inconfundible, de un solo timbre y su brillante presentación, que mezcla el canto con el baile.
En 2016, la cantante comenzó su carrera como solista tras el lanzamiento de su primer álbum en solitario en abril del mismo año bajo el sello de la etiqueta Universal Music Group.

## Carrera

### Inicio
Joelma su carrera musical a los 19 años en Almeirim, su pueblo natal, en Pará. Se hizo conocida después de asistir a la Feria de Arte y Cultura de la ciudad. Cantó durante seis años con la banda Fazendo Arte, hasta que decidió grabar a su primer CD en solitario.
En un almuerzo en la casa del cantante paraense Kim Marques en 1998, Joelma conoció a Cledivan Almeida Farías (Ximbinha). Conocido por sus arreglos musicales, Ximbinha acordó producir el álbum solitario de Joelma. Bajo el nombre artístico de Joelma Lins, la cantante y el guitarrista comenzaron a salir hasta convertirse en pareja musical y formar Banda Calypso en junio de 1999. Al principio se esperaban vender diez mil discos, lo que consideraban un éxito. 15 años después del lanzamiento del primer CD, la banda ha superado los 15 millones de discos vendidos.

### Banda Calypso
Joelma fue la encargada de elaborar las coreografías de la Banda Calypso. Fue conocida por su voz suave y exótica belleza. Ella podía llevar botas de tacón alto, hacer jugadas de pelo y poder cantar y bailar al mismo tiempo. Ganó numerosos premios por su trabajo como cantante en la Banda Calypso y fue elegida cuatro veces como una de las mujeres más atractivas del mundo por la revista VIP. Hasta 2015, la banda había publicado 21 CDs y 8 DVDs oficiales.

## Carrera como solista
Después de su separación de su exesposo Ximbinha, Joelma anunció en el Programa da Sabrina, el 29 de agosto de 2015, la disolución de la Banda Calypso para diciembre y así seguir su carrera a solas, con el mismo ritmo que dio prominencia a la misma.

Sé que ha sido difícil, todo al comienzo es difícil, pero no es imposible.
Dijo Joelma para abrir con los fans acerca de la reciente separación de Ximbinha.

El asesor confirmó las palabras de Joelma y su próximo cambio de nombre artístico: Joelma Calypso. Algunos medios especulaban con que podría dedicarse a la música religiosa, pero la cantante dejó claro que seguiría con el mismo ritmo que la consagró a nivel internacional. En una actuación en Goiânia el 28 de agosto, la cantante agradeció el apoyo de los aficionados y confirmó su salida de la Banda Calypso para el 31 de diciembre, y que luego empezaría a «servir a Dios» al ritmo del calipso.
Joelma inició su carrera en solitario con el lanzamiento de un EP digital el 24 de marzo de 2016 a través del sello Universal Music Group, que solo ofrecía la opción de descarga en iTunes. Con cuatro nuevas canciones, el EP fue un anticipo del primer disco de estudio de la cantante, que se publicó el 29 de abril del mismo mes.
Joelma también lanzó dos EPs durante 2016, una remezcla de música Não Teve Amor y otro llamado Assunto Delicado con cuatro nuevas canciones que formarían parte del repertorio de su primer DVD en una sola carrera.
En 9 de noviembre de 2016, Joelma grabó su primer DVD en São Paulo, en la sala de conciertos "Coração Sertanejo" con apariciones de Ivete Sangalo, Solange Almeida de la banda Aviões do Forró y sus tres hijos.
En los siguientes años, Joelma se dedicó a realizar la gira nacional Isso é Calypso. Esta gira también se realizó en Perú.

## Universal Music Group
En 8 de marzo de 2016, la cantante firmó con el sello, dando el lanzamiento de su carrera en solitario, la responsabilidad de los derechos de las imágenes del artista, junto con la difusión y su promoción.

## Discografía
Álbumes de estudio
- 2016: Joelma

Extended Plays (EP)
- 2016: Joelma
- 2016: Não Teve Amor — Remixes
- 2016: Assunto Delicado
- 2017:  AVANTE — Ao Vivo Em São Paulo
- 2019: EP 1 — Ao Vivo Em Ipojuca
- 2019: EP 2 — Ao Vivo Em Ipojuca
- 2019: EP 3 — Ao Vivo Em Ipojuca
- 2019: EP 4 — Ao Vivo Em Ipojuca
- 2019: Minhas Origens
- 2021: Bateu Saudade
- 2022: EP 1 Isso É Calypso Na Amazônia
- 2022: EP 2 Isso É Calypso Na Amazônia
- 2022: EP 3 Isso É Calypso Na Amazônia
- 2022: EP 4 Isso É Calypso Na Amazônia
- 2022: EP 5 Isso É Calypso Na Amazônia
- 2022: EP 6 Isso É Calypso Na Amazônia
- 2022: EP 7 Isso É Calypso Na Amazônia
- 2024: EP 1 Isso É Calypso Tour Brasil (Ao Vivo em Recife - PE)
- 2024: EP 2 Isso É Calypso Tour Brasil (Ao Vivo em Recife - PE)
- 2024: EP 3 Isso É Calypso Tour Brasil (Ao Vivo em Recife - PE)
- 2024: EP 4 Isso É Calypso Tour Brasil (Ao Vivo em Recife - PE)
- 2024: EP 5 Isso É Calypso Tour Brasil (Ao Vivo em Recife - PE)
- 2024: EP 1 Isso É Calypso Tour Brasil (Ao Vivo em São Paulo - SP)
- 2024: EP 2 Isso É Calypso Tour Brasil (Ao Vivo em São Paulo - SP)
- 2024: EP 3 Isso É Calypso Tour Brasil (Ao Vivo em São Paulo - SP)
- 2024: EP 4 Isso É Calypso Tour Brasil (Ao Vivo em São Paulo - SP)
- 2024: EP 5 Isso É Calypso Tour Brasil (Ao Vivo em São Paulo - SP)
- 2024: EP 1 Isso É Calypso Tour Brasil (Ao Vivo em Belém - PA)

Álbumes En Vivo
- 2017: Avante
- 2019: Ao Vivo Em Ipojuca
- 2020: 25 Anos
- 2022: Isso É Calypso Na Amazônia
- 2024: Isso É Calypso Tour Brasil - Ao Vivo Em Recife
- 2024: Isso É Calypso Tour Brasil - Ao Vivo Em São Paulo

### Singles
- 2015: Voando pro Pará
- 2016: Ai Coração
- 2016: Não Teve Amor
- 2016: Debaixo do Mesmo Céu
- 2016: Pa'Lante
- 2016: Game Over
- 2017: Amor Novo
- 2017: Chora Não Coração
- 2018: Perdeu a Razão
- 2018: Se Vira Ai
- 2018: 18 Quilates
- 2019: Ai Baby
- 2020: Botar Pra Chorar
- 2021: sim
- 2021: Meu Amor Chegou
- 2021: Coração Vencedor
- 2022: Amor No Silêncio
- 2023: Dançando E Beijando
- 2023: Aquele Alguém (Beat Melody)
- 2024: Respingo De Saudade

## Gira
- 2016-actual: Avante Tour

## Filmografía
| Año  | Título            | Personaje   | Nota                                                      |
| ---- | ----------------- | ----------- | --------------------------------------------------------- |
| 2007 | Show do Tom       | Ella misma  |                                                           |
| 2008 | Turma do Didi     | Ella misma  |                                                           |
| 2009 | Toma Lá, Dá Cá    | Ella misma  | Episodio: "28 de julio de 2009"                           |
| 2010 | Casseta e Planeta | Ella misma  | Episodio: "8 de mayo de 2010"                             |
| 2010 | Aventuras do Didi | Ella misma  | Episódio: "18 de julio de 2010"                           |
| 2012 | Cheias de Charme  | Ella misma  | Episodio: "7 de mayo de 2012"                             |
| 2014 | Domingo da Gente  | Presentador | Episodio: "2 de marzo de 2014" (Temporada 7, episodio 16) |